# 979 (číslo)
Devět set sedmdesát devět je přirozené číslo. Římskými číslicemi se zapisuje CMLXXIX a řeckými číslicemi ϡοθ´. Následuje po čísle devět set sedmdesát osm a předchází číslu devět set osmdesát.

## Matematika
979 je:
- Deficientní číslo
- Složené číslo
- Poloprvočíslo
- Nešťastné číslo

## Astronomie
- (979) Ilsewa je planetka hlavního pásu, kterou objevil v roce 1922 Karl Wilhelm Reinmuth
- NGC 979 je čočková galaxie v souhvězdí Eridanu

## Ostatní
- +979 je mezinárodní telefonní předvolba vyhrazená pro mezinárodní placené služby

## Roky
- 979
- 979 př. n. l.